# باسم أبو سريه
باسم خميس مصطفى ابوسريه ولد في (9 فبراير 1975 في نابلس ) هو قائد كتائب شهداء الاقصى في الضفة الغربية واحد مؤسسي مجموعات فارس الليل في نابلس.أُستشهد في 16 أكتوبر 2007 حيث حاصرت قوات الاحتلال الإسرائيلي منزل قادة الكتائب عبد الله هواش حيث وقع اشتباك عنيف بينهم وبين قوات الاحتلال الإسرائيلي مما أسفر عن استشهاد باسم أبو سرية الملقب بالقذافي واصابة عبد الرحمن شناوي وعلام الراعي.